# Izneo
Izneo est une plateforme de bandes dessinées en ligne édité par Ono SAS, une société de distribution de bande dessinée numérique lancée en 2010.

## Historique
Izneo a été créé le 26 mars 2010 à Paris. En janvier 2016, la Fnac acquiert 50 % d’Izneo par le biais d’une augmentation de capital,.   
En avril 2016, Izneo commence à publier des simultrad en numérique avec l’éditeur Kana. 
Izneo est actif sur le marché de la BD numérique en français, anglais, allemand, et néerlandais.
Izneo participe à l’offre PNB (prêt numérique en bibliothèque) en France et au Québec. Les albums en langue anglaise sont proposés dans des bibliothèques internationales via la plateforme Overdrive.
En septembre 2022, le groupe Média Participation annonce le rachat des parts du capital détenu par la FNAC pour devenir actionnaire majoritaire. Cette décision fait suite aux déficits cumulés de la plateforme, et à la volonté du groupe Média Participation de revoir sa politique de contenus numériques . 
Ainara Ipas succède ainsi à Luc Bourcier à la même date. 
En mars 2023, la plateforme lance ONO, une application sœur spécialisée dans le webtoon. 